# دیوید راشی
دیوید راشه (انگلیسی: David Rasche؛ زادهٔ ۷ اوت ۱۹۴۴)، بازیگر آمریکایی است.
از فیلم‌های معروف او می‌توان به بازی در اسلج همر!، عروسی بزرگ، اسرار غیبی انجمن خواهرانه یایا، دختری در پارک، خانه خوب، چشمان آبی، عنکبوت‌های کاغذی و مردی بی‌گناه اشاره کرد.